# Herman De Vos
Herman Armand Antoine Ghislain De Vos (Geraardsbergen, 11 januari 1897 - Haaltert, 14 september 1944) was een Belgisch onderwijzer en sociaal werker.

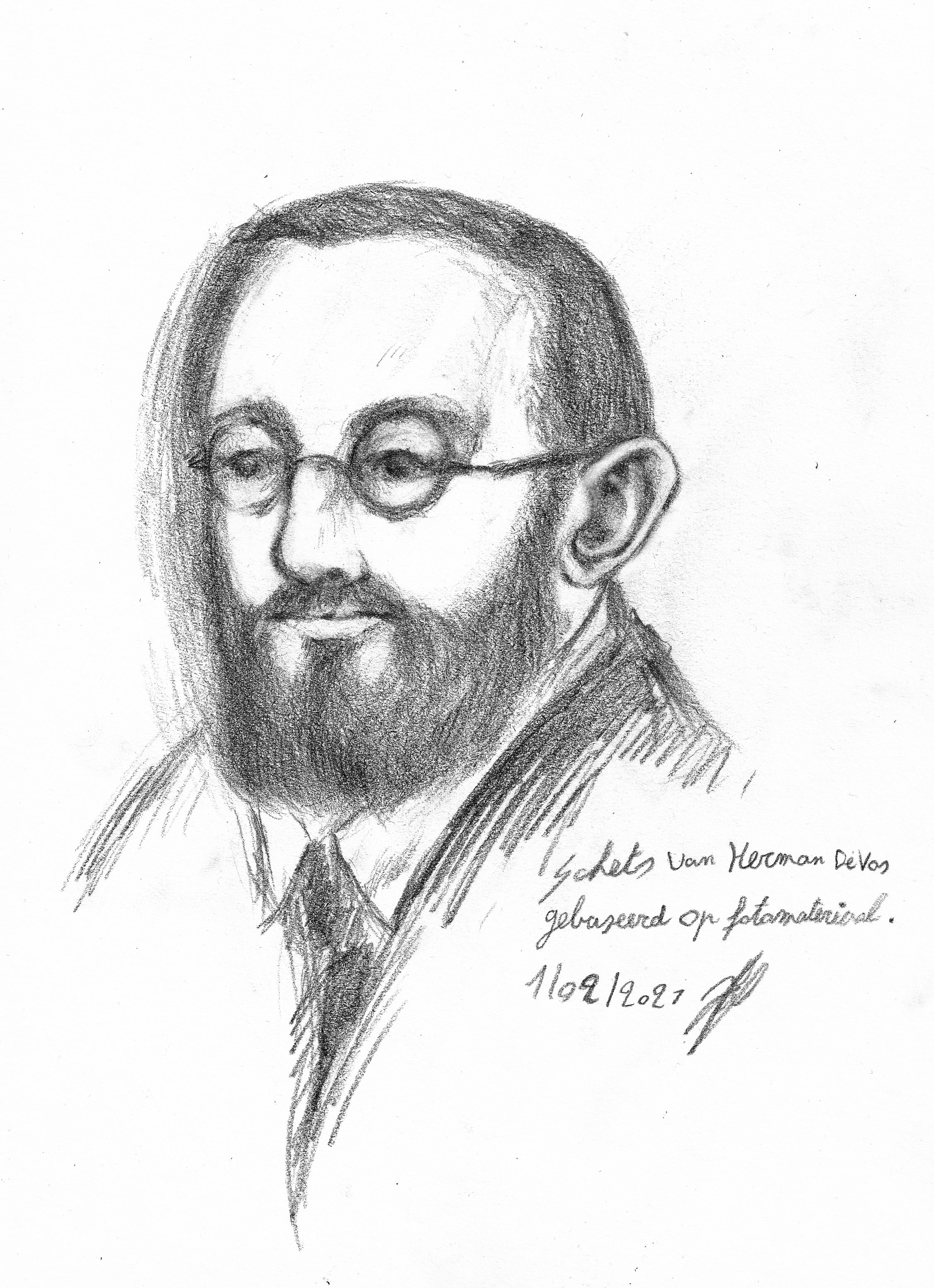
Een grafietpotloodportretschets die Herman De Vos afbeeldt.

## Levensloop
Herman Armand Antoine Ghislain De Vos of kort Herman De Vos werd geboren als de zoon van Edmond De Vos (bakker te Geraardsbergen) en Prudence De Wetter. Het gezin bestond uit acht kinderen. Herman was het zesde kind.
De Vos werd in 1921 onderwijzer aan het Sint-Maarteninstituut (het klein college) in Aalst. Hij trouwde (op 24-jarige leeftijd) met zijn naamgenote Anna-Irma De Vos op 15 november 1921, het gezin bestond uit 11 kinderen.
Hij werd een van de stichters, steunpilaren en secretaris-generaal van Vlaamsche Kinderzegen, een Vlaams-nationalistische gezinsorganisatie die de concurrentie aanging met de unitaire Gezinsbond. Hij was ook secretaris van de plaatselijke afdeling van Winterhulp en wijkleider van de Zelfbescherming,  begin april 1943 opgericht in het vooruitzicht van zware bombardementen.
Hij werd lid van het Vlaams Nationaal Verbond (VNV), maar nam in 1942 ontslag.
Onmiddellijk na de Bevrijding werd hij op 3 september 1944 gearresteerd, maar op 13 september van verdere vervolging ontslagen door de procureur des Konings van Dendermonde. Toen hij 's anderendaags vrij kwam, werd hij door 6 leden van de Aalsterse Witte Brigade/de Vliegende brigade geëxecuteerd. Binnen verzetskringen oordeelden vooral de communistische partizanen van het Onafhankelijkheidsfront, die talrijk waren in het Aalsterse, dat het gerecht te laks optrad tegen collaborateurs. Om het gerecht onder druk te zetten wou de Vliegende Brigade die in opdracht van een bij de bevrijding opgerichte onderzoekscommissie 'een daad' stellen. Deze daad was het eigenmachtig liquideren van een collaborateur. Oorspronkelijk had de Vliegende Brigade opdracht gekregen om Jozef Van Overstraeten te liquideren. Herman De Vos was echter de alternatieve keuze indien de liquidatie op Van Overstraeten faalde. In de avond van 13 september bleek Van Overstraeten niet thuis te zijn, met als gevolg dat de Vliegende Brigade Herman De Vos koos om te liquideren, dit in de vroege ochtend. De Vliegende Witte Brigade nam De Vos mee onder het voorwendsel dat er nog enkele ophelderingen dienden verstrekt te worden aan de lokale overheden. Ze voerden hem echter mee richting Haaltert, waar zijn lichaam met kogels doorboord werd teruggevonden niet ver van de kerkhofmuur. De moord gebeurde aan de 'Hondengracht' te Haaltert, zijnde een veldweg ter hoogte van het kruispunt Mussenzele met Eiland.

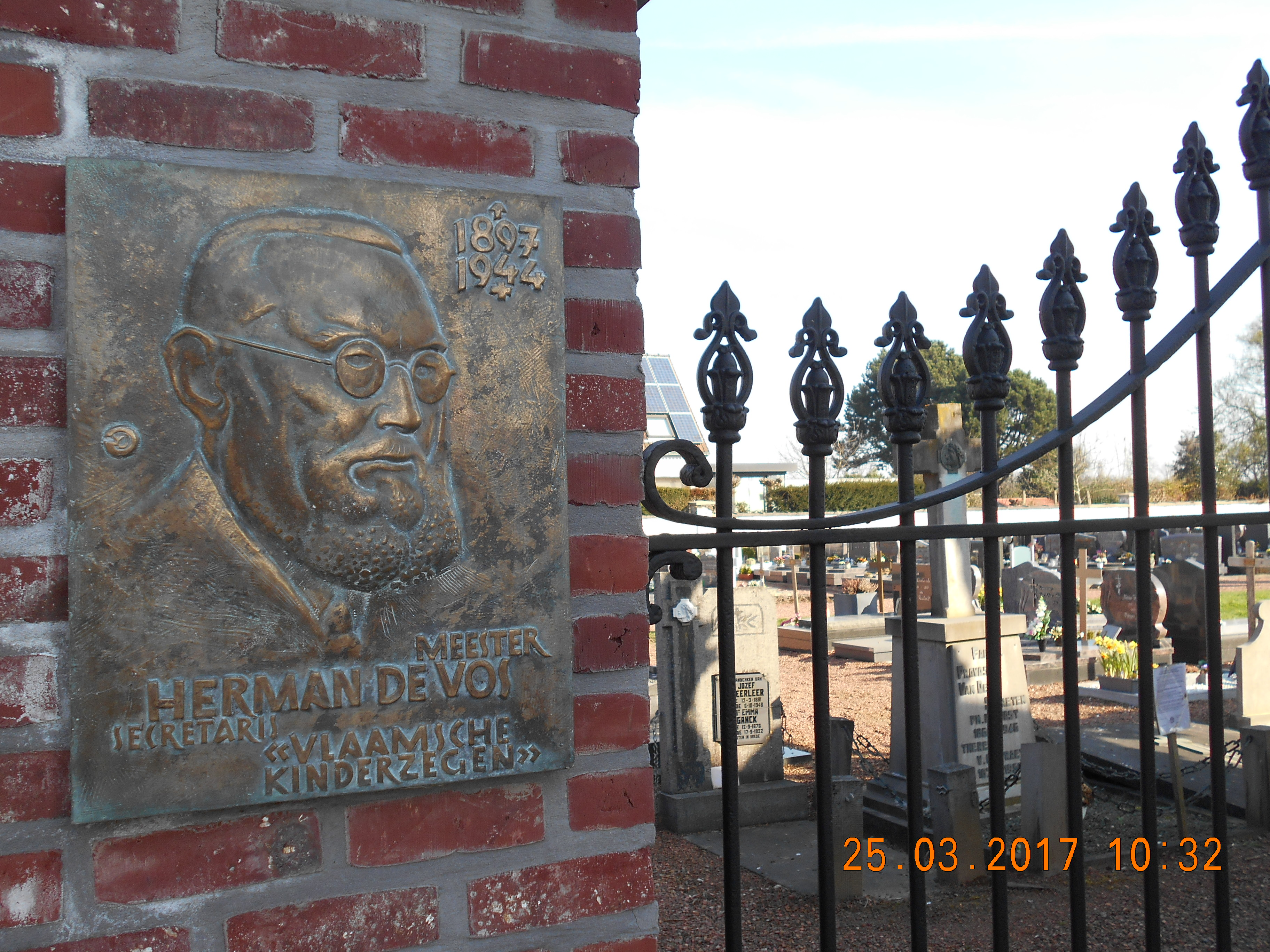
Gedenkplaat meester H. De Vos aan kerkhof Haaltert

## Zaak-De Vos
Na de moord op De Vos werd een van de leden van de Vliegende Brigade gearresteerd: 'kapitein' L. De Wilde. Hij ontsnapte aan zijn vervolging door te vluchten naar Marseille, Frankrijk maar werd ontdekt door de Franse politie en overgeleverd aan België. De zaak-De Vos lag een tijd stil, totdat er een volgende moord werd gepleegd. Pierre Cornelis (Oorlogsschepen te Aalst) werd in mei 1945 nog vermoord door de Vliegende Brigade. Het onderzoek wees naar Dominique Walgraef. Deze had een goed motief om Pierre Cornelis het zwijgen op te leggen: Cornelis wist dat hij verzetslui had verklikt bij de Duitse bezetter. Bekentenissen over de moord op Pierre Cornelis wezen ook naar zaak-De Vos. Zo belandden beide liquidaties bij het hof van assisen in 1948-1950.
In 1949 werd er een reconstructie gemaakt van de moord op De Vos met alle daders: R. De Bom, B. D'Haeseleer, A. Mathys, Pauwels, R. Van Der Veken en 'kapitein' L. De Wilde. De rechter oordeelde dat de hoofdverantwoordelijkheid bij Leon Bocken lag en veroordeelde hem tot tien jaar hechtenis.

## Varia
- Jan De Wilde maakte een liedje over Herman De Vos in 1970[8], dit liedje is getiteld: W.H. Winsel (Hij heeft de naam veranderd naar Willem Herman Winsel).
- Op de plek waar De Vos was geliquideerd werd in 1994 een gedenkplaat onthuld.
- In 2017 werd een nieuwe straat in Aalst naar hem genoemd met de naam: Herman de Vosstraat.[1]

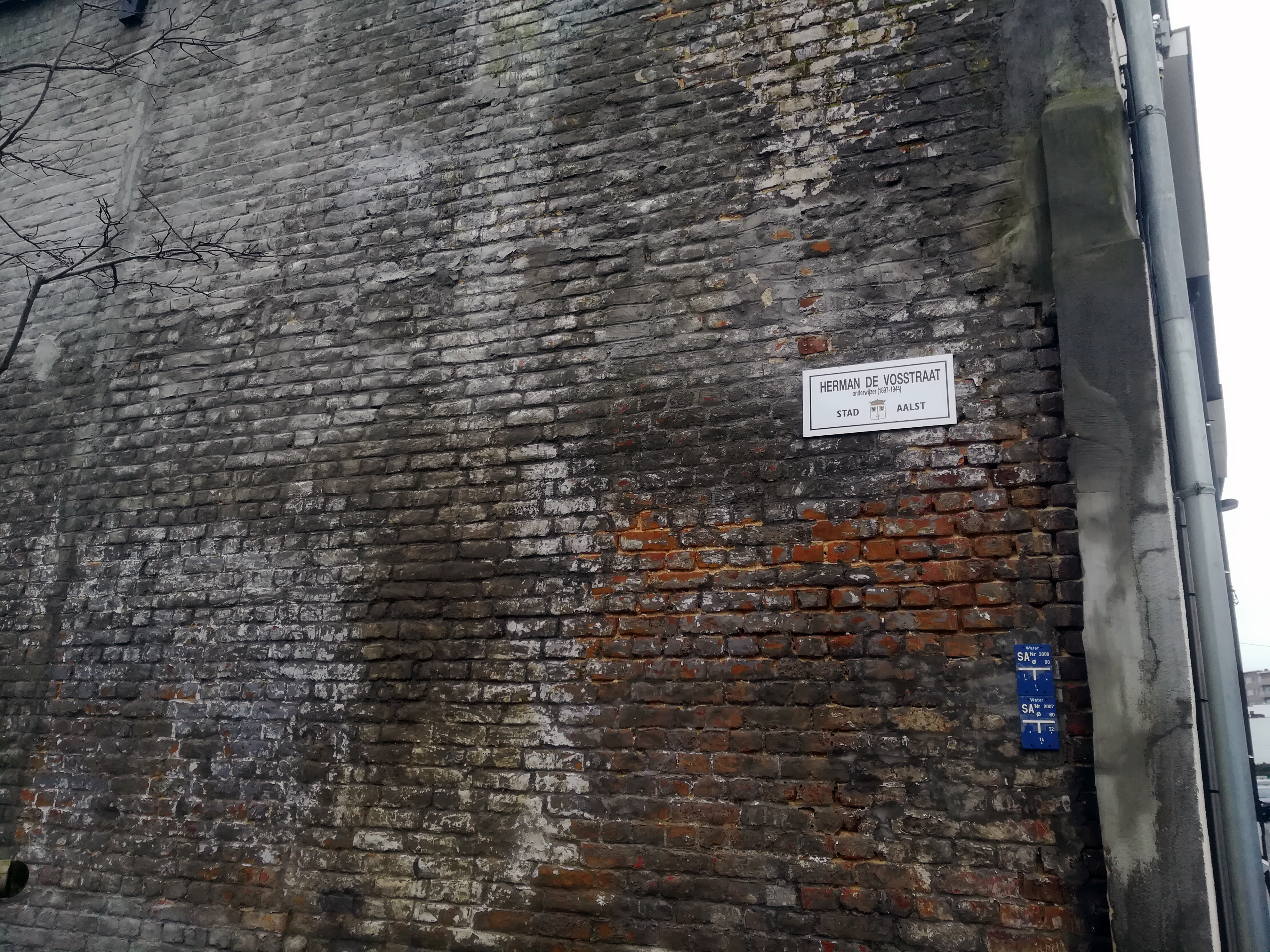
Straatnaambord, Herman De Vosstraat.

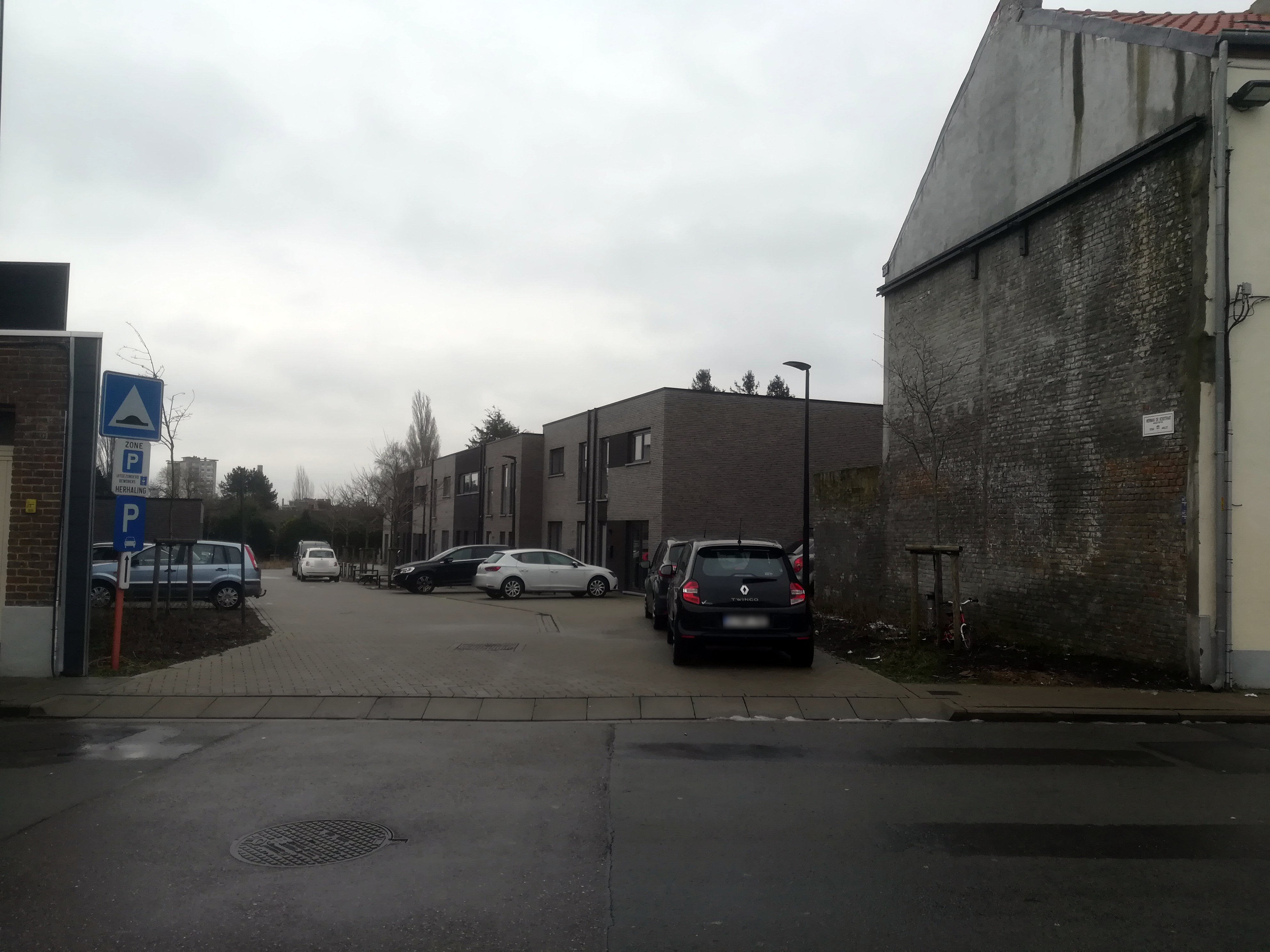
Een kijk op de straat; rechts het straatnaambord.